# Pherecardia polylamellata
Pherecardia polylamellata är en ringmaskart som beskrevs av Silva 1960. Pherecardia polylamellata ingår i släktet Pherecardia och familjen Amphinomidae. Inga underarter finns listade i Catalogue of Life.